# Wengernalpbahn
A Wengernalpbahn (WAB) egy fogaskerekű vasút Svájcban, a Berni-felvidéken. Lauterbrunnent köti össze Wengenen és Kleine Scheideggen keresztül Grindelwalddal. Több, mint 19 km-es hosszával a világ leghosszabb folytonos fogaskerekű vasútja.
A vasutat üzemeltető társaság, a Jungfraubahn Holding kezében van a Jungfraubahn is, amely Kleine Scheideggtől vezet fel Európa legmagasabban fekvő vasútállomására, a Jungfraujochra. A WAB két végállomásáról a Berner Oberland-Bahnen vonataival érhető el Interlaken.

## Története
Az első tervek 1875-ben születtek, de a várható magas költségek miatt végül lejárt a koncesszió. 1890-ben Leo Heer-Bétrix 80 évre elnyerte a vasút megépítésének és üzemeltetésének jogát, és megalapította a társaságot, egy évvel később pedig az építkezés is megkezdődött. Az első gőzmozdony már a következő évben, 1892. április 18-án elérte Wengent és augusztus 10-én Kleine Scheidegget. A két mai végállomás között 1903. június 20-án indult meg a forgalom, eleinte csak a nyári időszakban.
Az eredetileg gőzvontatásra tervezett vonal villamosítása Lauterbrunnen-Kleine Scheidegg között 1909-ben, Grindelwaldig egy évvel később fejeződött be. A gőzvontatás 1912-ben szűnt meg. A mozdonyokat biztonsági okokból a szerelvények völgy felőli oldalára kapcsolták. 1910-ben Lauterbrunnen és Wengen között elkészült egy párhuzamos, az eredetinél hosszabb, de kevésbé meredek szakasz is.
Az első téli járatok 1913-ban indultak meg a Lauterbrunnen-Kleine Scheidegg vonalon, ahol 1925 óta járnak egész évben a vonatok. A további szakaszon 1934-ben indultak meg a téli járatok, és 1960 óta közlekednek egész évben a járatok.
2007-ben nyilvánosságra hozták az eredeti Lauterbrunnen-Wengen szakasz felhagyásáról és felszámolásáról szóló terveket, amelyeket a nagy meredekség és a geológiai kockázatok indokolnak.